# Santa Vitória (ort)
Santa Vitória är en ort i Brasilien.   Den ligger i kommunen Santa Vitória och delstaten Minas Gerais, i den sydöstra delen av landet, 400 km sydväst om huvudstaden Brasília. Santa Vitória ligger 474 meter över havet och antalet invånare är 11 656.
Terrängen runt Santa Vitória är platt. Runt Santa Vitória är det glesbefolkat, med 14 invånare per kvadratkilometer.. 
Omgivningarna runt Santa Vitória är en mosaik av jordbruksmark och naturlig växtlighet.